# Kup Jugoslavije u odbojci
Jugoslavenski kup u odbojci za muškarce se održavao s prekidima između 1950. i 1991. godine.

## Pobjednici i drugoplasirani
| sezona    | pobjednik               | finalist                |
| --------- | ----------------------- | ----------------------- |
| 1950.     | Partizan (Beograd)      |                         |
| 1958./59. | Jugoslavija (Beograd)   |                         |
| 1959./60. | Crvena zvezda (Beograd) |                         |
| 1960./61. | Partizan (Beograd)      |                         |
| 1961.     | Jugoslavija (Beograd)   |                         |
| 1962.     | Jugoslavija (Beograd)   |                         |
| 1963./64. | Partizan (Beograd)      | Jedinstvo (Brčko)       |
| 1971.     | Partizan (Beograd)      |                         |
| 1972.     | Crvena zvezda (Beograd) |                         |
| 1973.     | Crvena zvezda (Beograd) |                         |
| 1974.     | Partizan (Beograd)      |                         |
| 1975.     | Crvena zvezda (Beograd) |                         |
| 1976./77. | Vojvodina (Novi Sad)    | Partizan (Beograd)      |
| 1977./78. | Mladost (Zagreb)        | Partizan (Beograd)      |
| 1978.     | Ribnica (Kraljevo)      | Mladost (Zagreb)        |
| 1979.     | Vardar (Skoplje)        | Ribnica (Kraljevo)      |
| 1980.     | Mladost Monter (Zagreb) | GIK Banat (Zrenjanin)   |
| 1981.     | Mladost Monter (Zagreb) | Vojvodina (Novi Sad)    |
| 1982.     | Bosna (Sarajevo)        | Partizan (Beograd)      |
| 1983.     | Mladost Monter (Zagreb) | Stavbar (Mribor)        |
| 1984.     | Mladost Monter (Zagreb) | Partizan (Beograd)      |
| 1985.     | Mladost Monter (Zagreb) | Bosna (Sarajevo)        |
| 1986.     | Mladost Monter (Zagreb) | Vojvodina (Novi Sad)    |
| 1987.     | Vojvodina (Novi Sad)    | Bosna (Sarajevo)        |
| 1988.     | Mladost Monter (Zagreb) | Vojvodina (Novi Sad)    |
| 1989.     | Partizan (Beograd)      | Crvena zvezda (Beograd) |
| 1990.     | Partizan (Beograd)      | Vojvodina (Novi Sad)    |
| 1991.     | Crvena zvezda (Beograd) | Vojvodina (Novi Sad)    |

## Poveznice i izvori
- Prvenstvo Jugoslavije u odbojci
- Kup Hrvatske u odbojci
- Kup Jugoslavije u odbojci za žene
- ossrb.org, Pobjednici Kupa Jugoslavije, SiCG i Srbije  Arhivirana inačica izvorne stranice od 11. siječnja 2015. (Wayback Machine)
- ossrb.org, Kup Jugoslavije 1976.-1979.  Arhivirana inačica izvorne stranice od 7. svibnja 2015. (Wayback Machine)
- ossrb.org, Kup Jugoslavije 1980.-1984.  Arhivirana inačica izvorne stranice od 24. rujna 2015. (Wayback Machine)
- ossrb.org, Kup Jugoslavije 1985.-1989.  Arhivirana inačica izvorne stranice od 24. rujna 2015. (Wayback Machine)
- ossrb.org, Kup Jugoslavije / SRJ / SiCG / Srbije 1990.-2010.  Arhivirana inačica izvorne stranice od 24. rujna 2015. (Wayback Machine)
- Enciklopedija fizičke kulture 2, Jugoslavenski leksikografski zavod, Zagreb, 1977.